# Bradley (Carolina del Sud)
Bradley és una concentració de població designada pel cens dels Estats Units a l'estat de Carolina del Sud. Segons el cens del 2000 tenia 171 habitants.

## Demografia
Segons el cens del 2000, Bradley tenia 171 habitants, 66 habitatges i 47 famílies. La densitat de població era de 8,4 habitants/km².
Dels 66 habitatges en un 33,3% hi vivien nens de menys de 18 anys, en un 59,1% hi vivien parelles casades, en un 10,6% dones solteres, i en un 27,3% no eren unitats familiars. En el 21,2% dels habitatges hi vivien persones soles el 16,7% de les quals corresponia a persones de 65 anys o més que vivien soles. El nombre mitjà de persones vivint en cada habitatge era de 2,59 i el nombre mitjà de persones que vivien en cada família era de 3,04.
Per edats la població es repartia de la següent manera: un 26,3% tenia menys de 18 anys, un 3,5% entre 18 i 24, un 26,9% entre 25 i 44, un 21,1% de 45 a 60 i un 22,2% 65 anys o més.
L'edat mediana era de 41 anys. Per cada 100 dones de 18 o més anys hi havia 88,1 homes.
La renda mediana per habitatge era de 43.542 $ i la renda mediana per família de 45.000 $. Els homes tenien una renda mediana de 21.875 $ mentre que les dones 26.786 $. La renda per capita de la població era de 15.225 $. Cap de les famílies i el 9,7% de la població estaven per davall del llindar de pobresa.

## Poblacions més properes
El següent diagrama mostra les poblacions més properes.